# Iwan Jerochin
Iwan Mychajłowycz Jerochin, ukr. Іван Михайлович Єрохін, ros. Иван Михайлович Ерохин, Iwan Michajłowicz Jerochin (ur. 23 grudnia 1916?/5 stycznia 1917, Imperium Rosyjskie, zm. 2003 w Dnieprodzierżyńsku, Ukraina) – ukraiński piłkarz, grający na pozycji pomocnika, trener piłkarski.

## Kariera piłkarska
Karierę piłkarską rozpoczął w zespole amatorskim Metałurh Dnieprodzierżyńsk. Podczas II wojny światowej pełnił funkcje kapitana drużyny i występował przeciwko niemieckim zespołom wojskowym. W 1950 zakończył karierę piłkarską.

## Kariera trenerska
Karierę szkoleniowca rozpoczął po zakończeniu kariery piłkarza. W latach 1951–1952 prowadził rodzimy Metałurh Dnieprodzierżyńsk. W 1960 pomagał trenować Chimik Dnieprodzierżyńsk. Potem przez wiele lata szkolił dzieci w Szkole Sportowej w Dnieprodzierżyńsku. Wśród jego wychowanków najbardziej znany Hennadij Łytowczenko.
W 2003 zmarł w Dnieprodzierżyńsku w wieku 86 lat. 

## Odznaczenia
- tytuł Zasłużonego Trenera Ukraińskiej SRR